# Haliclona toxia
Haliclona toxia är en svampdjursart som först beskrevs av Topsent 1897.  Haliclona toxia ingår i släktet Haliclona och familjen Chalinidae. Inga underarter finns listade i Catalogue of Life.